# Deuteronomos infuscata
Deuteronomos infuscata là một loài bướm đêm trong họ Geometridae.